# Сенка Велетанлић
Сенка Велетанлић (Загреб, 27. мај 1936) српска и југословенска је певачица и глумица.

## Биографија
Почела је да пева у хору КУД “Јожа Влаховић”, и са њима је први пут путовала у Париз, Белгију, Италију, а 1958. године, направила је прве снимке за Радио Загреб. Завршила је Економски факултет, али је одлучила да се професионално бави музиком. 1960. године, на Опатијском фестивалу, отпевала је песму “Ноћ без звезда” и тако је рођена нова певачка звезда шездесетих. На тадашњој естради Сенка је постала препознатљива по својој елеганцији и префињености, увек професионална, суздржана, а темпераментна у интерпретацији. 1963. године на Опатијском фестивалу певала је “Опрости волим те”, а 1968. “Што ме чини сретном”, у алтернацији са Јосипом Лисац.
Удала се за Тихомира Петровића и преселила у Београд. Тај брак није потрајао и она се средином шездесетих удаје за колегу Зафира Хаџиманова. 1967. године Сенка и Зафир приређују свој први рецитал у позоришту “Атеље 212” у Београду, а ТВ Београд по први пут снима један концерт “лаких нота” уживо. 1972. године са сестром Бисером певала је “Ми знамо све”. Сестре Велетанлић остале су у сећању као легенде домаћих шлагера. Нешто касније, свака од њих нашла је свој пут.
Са Зафиром има сина Васила Хаџиманова, џез музичара.

## Фестивали
Београдско пролеће:
- Над водом, БГ пролеће '61
- Чудан крај, '63
- Прича о изгубљеној љубави, БГ пролеће '63, победничка песма
- Чамац за двоје, БГ пролеће '64
- Један стари сат (дует са Тихомиром Петровићем), БГ пролеће '64
- За неког тихог и оданог, '69
- Тебе сам изгубио, '70
- Тражиш опроштај, БГ пролеће '72, друго место
- Човек кога волим, БГ пролеће '74
- Име ми је љубав, БГ пролеће '75
- Била сам ту, БГ пролеће '77
- Срећа (са Зафиром Хаџимановим и дечијим хором РТБ, дечије песме), '78
- Бела јутра / Ништа (Вече Шансоне на папиру), '79
- Београд, стари бекрија, БГ пролеће '82 (дует са Зафиром Хаџимановим)
- Насмејана, БГ пролеће '83
- Цмок, цмок, БГ пролеће '83 (дует са Зафиром Хаџимановим, дечје београдско пролеће)
- Прича о изгубљеној љубави / Тражиш опроштај, (Вече ретроспективе - највећих хитова са фестивала Београдско пролеће), '88

Опатија:
- Ноћ без звијезда / Пољуб в снегу, Опатија '60
- Плави ноктурно / Слутња, Опатија '61
- Опрости, волим те (алтернација са Драгом Диклићем), Опатија '63, победничка песма
- Тражиш (алтернација са Надом Кнежевић) / Ко зна (алтернација са Надом Кнежевић), '63
- Мало места за нас / Нек' прође све, Опатија '64
- Гледам те (алтернација са Мајдом Сепе) / Хиша мојих сањ (алтернација са Ладом Лесковаром), Опатија '66
- Нећу бити сама (алтернација са Индексима), Опатија '67
- Што ме чини сретном (алтернација са Јосипом Лисац), Опатија '68, трећа награда публике
- Хајде да се играмо мала, Опатија '74 (дует са Зафиром Хаџимановим)
- Топла киша, '78 (Вече шансона и слободних форми)
- Девојка воћка незнана (Вече шансона и слободних форми, дует са Зафиром Хаџимановим), '79
- Твоје име / Топла киша, '80
- Биће увек Тито, Опатија '81 (Вече родољубиве песме са Бисером Велетанлић и Зафиром Хаџимановим)
- Песма људе воли, Опатија '84 (са Бисером Велетанлић и Зафиром Хаџимановим)

Ваш шлагер сезоне, Сарајево:
- Знам да ћу га срести, ВШС '68
- У срцу мом можеш скрити све, ВШС '70
- Зажели, ја ћу доћи, ВШС '71
- Самоћа, ВШС '73, награда за најбољи аранжман

Сплит:
- Довиђења у јесен, Сплит '67
- Дај ми љубав, Сплит '70
- Папагало (дует са Зафиром Хаџимановим), Сплит '70
- Пјесма о братству и јединству, '87 (са Бисером Велетанлић и Зафиром Хаџимановим, вече "Устанак и море")

Загреб:
- Одговор у вјетру, Загреб '61, награда стручног жирија
- Кад пођеш, Загреб '61
- За њу / Пуста ноћ, Загреб '64
- Укрштене речи (алтернација са Драгом Диклићем), Загреб '65
- Предуго си био сам, Загреб '74
- Голубице, (Вече револуционарне и родољубиве песме), Загреб '81, победничка пјесма (дует са Зафиром Хаџимановим)
- Трећа у кругу (Вече шансона), Загреб '84

Скопље:
- Успаванка за реку, Скопље '72, прва награда стручног жирија

Песма лета:
- Ти ниси мој, Песма лета '69

International Song Festival Sopot, Пољска:
- What makes me happy, пето место, '69

Југословенски избор за Евросонг:
- Сунчани плес, Домжале '71

Фестивал војничких песама:
- Јутарња смена, '64
- Срце је мајке, срце домовине, '74
- Песма војника, песма ратника,'77

Фестивал револуционарне и родољубиве песме:
- Мајци, '77

Хит парада, Београд:
- Сањала ја, Хит парада '75

## Филмографија
|                   | 1960 | 1970 | 1980 | Укупно |
| ----------------- | ---- | ---- | ---- | ------ |
| Дугометражни филм | 3    | 1    | 0    | 4      |
| ТВ филм           | 2    | 1    | 0    | 3      |
| ТВ серија         | 1    | 3    | 1    | 5      |
| ТВ кратки филм    | 0    | 1    | 0    | 1      |
| ТВ кратка серија  | 0    | 1    | 0    | 1      |
| Укупно            | 6    | 7    | 1    | 14     |

| Год.       | Назив                                            | Улога \|- style="background: Lavender; text-align:center; " | 1960.-те | 1960.-те | 1960.-те | 1960.-те |
| 1961.      | Пустолов пред вратима                            | Певачица (као Сенка Велетанлић-Петровић)                    |          |          |          |          |
| 1964.      | У једном граду ко зна ком ТВ серија              | /                                                           |          |          |          |          |
| 1965.      | Свануће                                          | Мила (као Сенка Велетанлић-Петровић)                        |          |          |          |          |
| 1965.      | Три                                              | Девојка (као Сенка Петровић)                                |          |          |          |          |
| 1966.      | Рођена на Сени ТВ филм                           | Певачица (као Сенка Велетанлић-Петровић)                    |          |          |          |          |
| 1968.      | Букет шансона ТВ филм                            | /                                                           |          |          |          |          |
| 1970.-те   |                                                  |                                                             |          |          |          |          |
| 1971.      | Један човек једна песма ТВ кратка серија         | /                                                           |          |          |          |          |
| 1972-1973. | Образ уз образ ТВ серија                         | Сенка                                                       |          |          |          |          |
| 1974.      | Реч по реч                                       | Певачица                                                    |          |          |          |          |
| 1974.      | Партизани                                        | Певачица                                                    |          |          |          |          |
| 1975.      | Сунце те чува ТВ кратки филм                     | /                                                           |          |          |          |          |
| 1976.      | Част ми је позвати вас ТВ серија                 | Сенка                                                       |          |          |          |          |
| 1978.      | Ласно је научити, него је мука одучити ТВ серија | Певачица (1978—1981) (као Сенка Велетанлић-Петровић)        |          |          |          |          |
| 1978.      | Најлепше године ТВ филм                          | /                                                           |          |          |          |          |
| 1980.-те   |                                                  |                                                             |          |          |          |          |
| 1981.      | Наши песници ТВ серија                           | /                                                           |          |          |          |          |